# Leptodontium tristichus
Leptodontium tristichus là một loài rêu trong họ Pottiaceae. Loài này được (Müll. Hal.) Mitt. mô tả khoa học đầu tiên năm 1886.